# Bolla (documento imperiale)

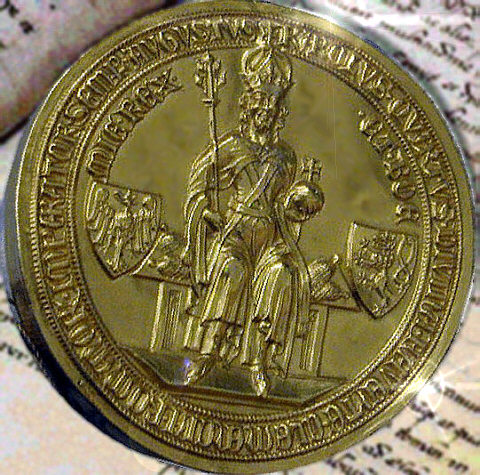
La Bolla d'oro dell'imperatore Carlo IV

La parola bolla (dal latino bulla bolla, ma anche "oggetto rotondo") nel Medioevo e sino al XVIII secolo, indicava un documento che sanciva atti giuridici di rilevante importanza, per lo più nella sfera di ciò che oggi chiameremmo "diritto pubblico".
Il nome deriva dalla capsula metallica impiegata per proteggere il sigillo in cera, e che, quando realizzata in metalli nobili, serviva anche a impreziosire ulteriormente il sigillo stesso. Col tempo il termine bulla passò ad indicare il sigillo, ed infine il documento medesimo. Durante il medioevo le bolle venivano scritte in latino su fogli di pergamena. Le bolle papali sono indicate normalmente con le prime parole del testo (il cosiddetto incipit).
A partire dal secolo XIII anche il papa promulga le cosiddette "bolle papali", che riguardano decisioni molto importanti nella vita della chiesa. L'origine della bolla risale alla prassi della cancelleria dell'Impero Bizantino.
I documenti più importanti che hanno assunto questa forma sono la Bolla d'oro, 1356, e il Bill of rights, del 1689.

## Elenco delle bolle più importanti
- la Bulla Aurea del 1213 dell'imperatore Federico II di Svevia;
- la Bulla Aurea del 1214 dell'imperatore Federico II di Svevia sulle cessioni territoriali al re Valdemaro I di Danimarca;

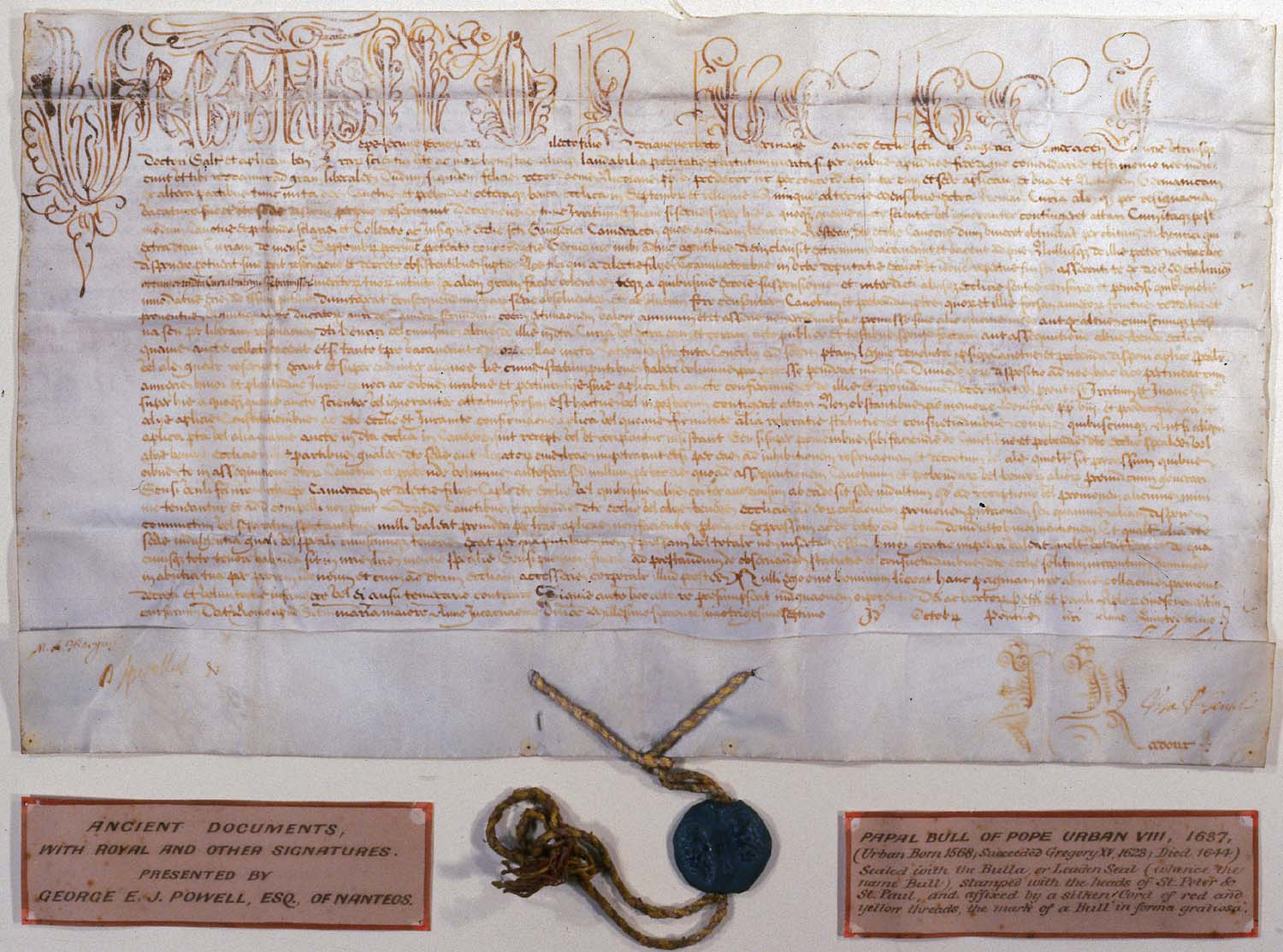
Bolla di papa Urbano VIII del 1637 con sigillo (bulla) in piombo

- Bolla di papa Urbano VIII del 1637 con sigillo (bulla) in piombola Bulla Aurea del 1222 del re Andrea II d'Ungheria;
- la Goldenen Freibrief del 1224 del re Andrea II d'Ungheria;
- la Bulla Aurea di Rimini del 1226 dell'imperatore Federico II di Svevia;
- la Bulla Aurea del 1267 del re Bela IV d'Ungheria;
- la Bulla Aurea del 1348 del re Carlo I di Boemia;
- la Bulla Aurea del 1356 dell'imperatore Carlo IV di Lussemburgo e del Reichstag sulle norme di successione imperiale[1];
- la Bulla Aurea del 1702 dell'imperatore Leopoldo I d'Asburgo.